# 국립극장 오키나와

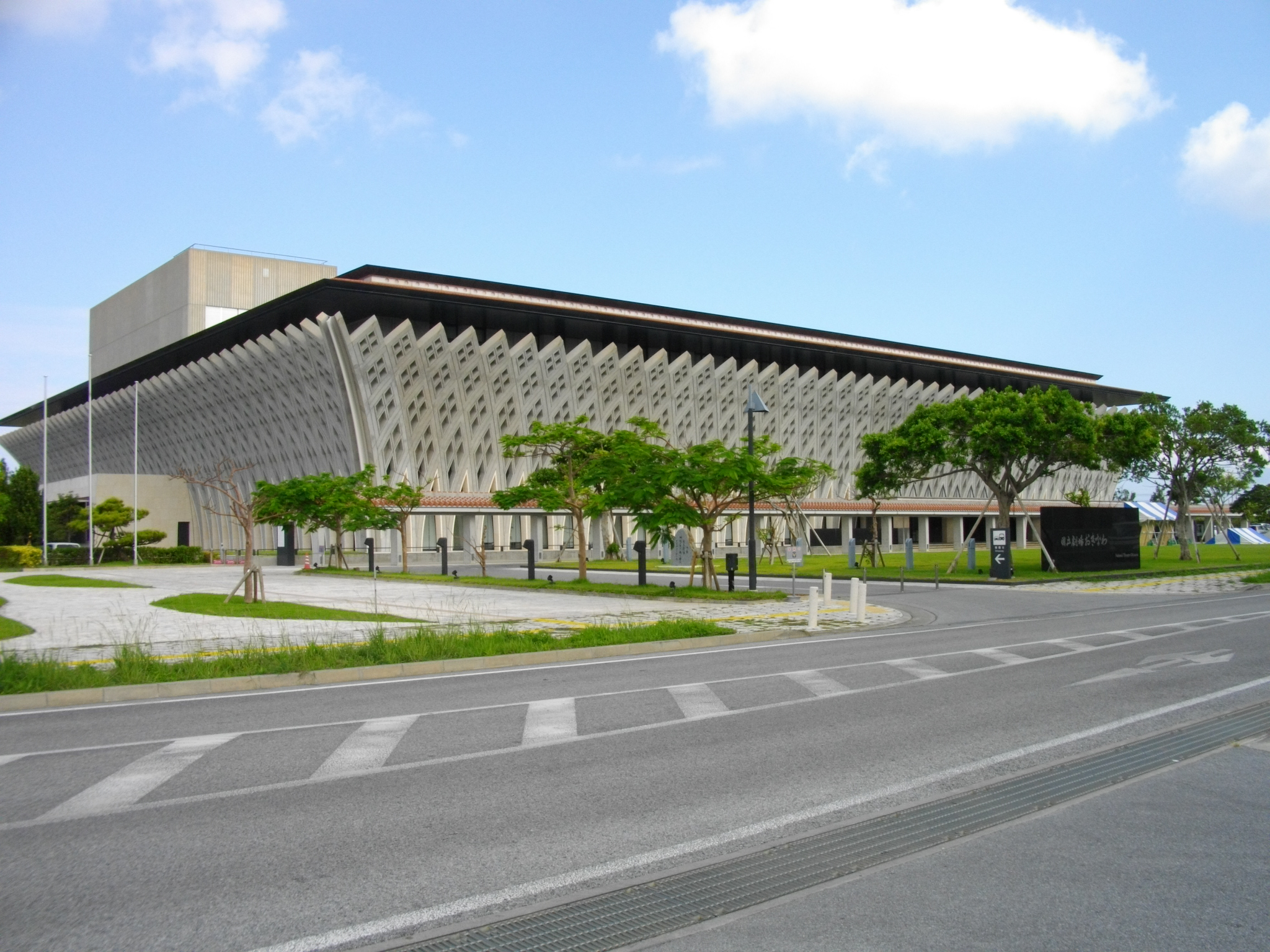
국립극장 오키나와

국립극장 오키나와(일본어: 国立劇場おきなわ 고쿠리쓰게키죠오키나와[*])은 2004년 1월 18일, 오키나와현 우라소에시에 개장한 극장이다. 오키나와 전통 연극 진흥을 도모하는 것을 주된 목적으로 설치되었다.

## 같이 보기
- 국립극장 (일본)
- 에이사 (춤)